# St. Nikolaus (Strahlungen)

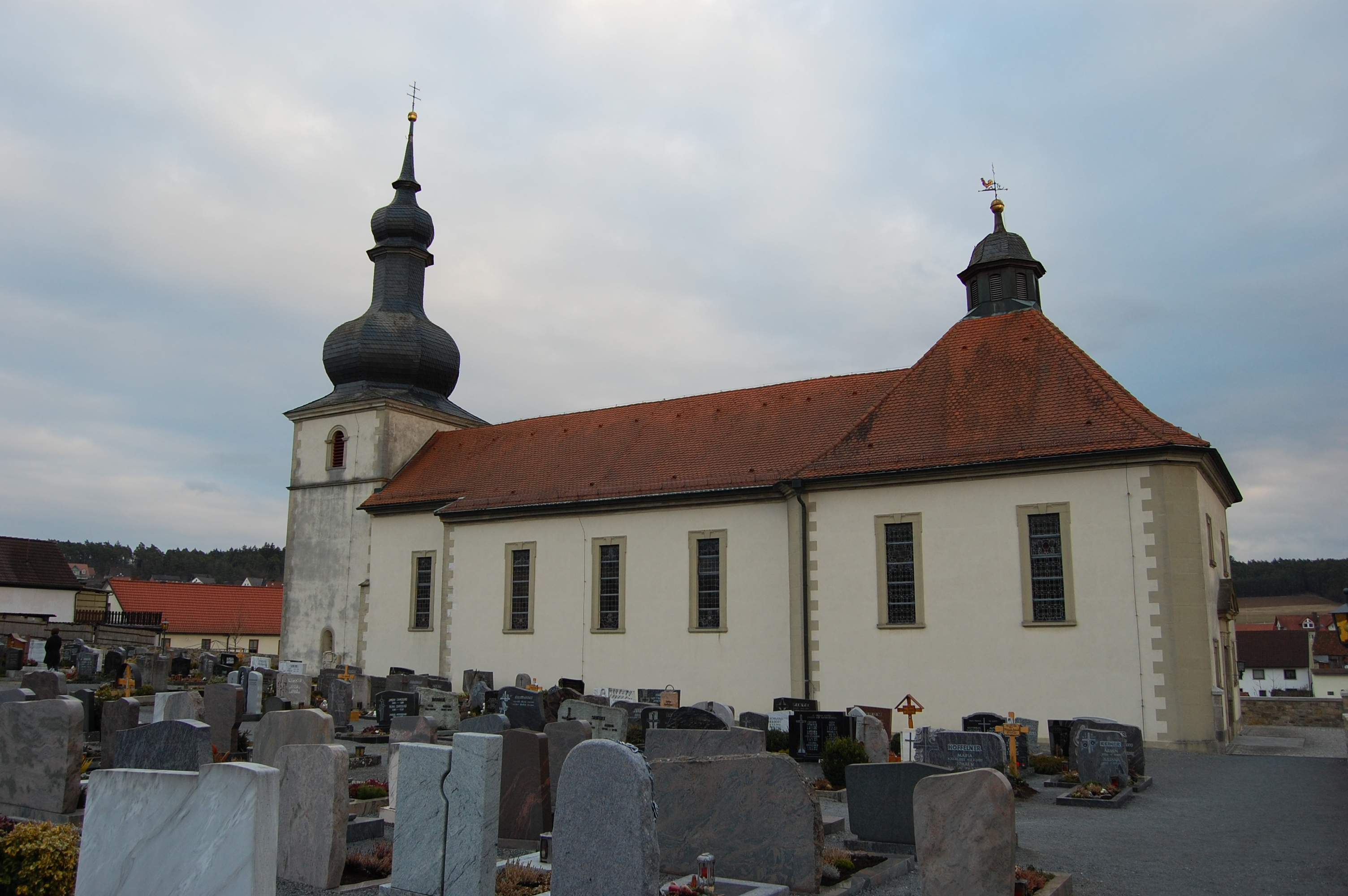
St. Nikolaus (Strahlungen)

Die römisch-katholische Pfarrkirche St. Nikolaus steht in Strahlungen, einer Gemeinde im unterfränkischen Landkreis Rhön-Grabfeld in Bayern. Das denkmalgeschützte Bauwerk hat einen Chorturm, dessen untere Geschosse im 13. Jahrhundert entstanden. Die Pfarrei gehört zur Pfarreiengemeinschaft St. Bonifatius um den Höhberg (Salz) im Dekanat Bad Neustadt des Bistums Würzburg.

## Beschreibung
Der Chor und der Choranschlussturm im Osten seines Scheitels stammen im Kern aus dem 13. Jahrhundert. Der Kirchturm wurde 1721 um ein Geschoss, das den Glockenstuhl mit vier Kirchenglocken beherbergt, aufgestockt und mit einer schiefergedeckten Welschen Haube bedeckt. Das barocke Langhaus wurde 1742 gebaut. 1911 wurde es nach Westen um einen breiteren Anbau auf quadratischem Grundriss erweitert, der mit einem Pyramidendach bedeckt ist und das in der Spitze einen achteckigen Dachreiter trägt. 1931 genügte die alte Sakristei hinter dem Hochaltar nicht mehr den Anforderungen, weshalb eine neue Sakristei zwischen Kirchturm und Langhaus an der Südseite gebaut wurde. Die Kirchenausstattung stammt aus der Bauzeit. Die Orgel mit 20 Registern, 2 Manualen und einem Pedal wurde 1972 von der Hey Orgelbau in den vorhandenen Prospekt eingebaut.